# Terry Frost (attore)
Terry Frost (Bemidji, 26 ottobre 1906 – Los Angeles, 1º marzo 1993) è stato un attore statunitense.
Ha recitato in oltre 140 film dal 1941 al 1962 ed è apparso in oltre 70 produzioni televisive dal 1951 al 1966.

## Biografia
Terry Frost nacque a Bemidji, in Minnesota, il 26 ottobre 1906.
Fece il suo debutto sul grande schermo nel 1941, non accreditato, nel film Cyclone on Horseback nel ruolo di uno scagnozzo e in televisione nell'episodio Gunman's Game della serie televisiva Le avventure di Rex Rider, andato in onda il 1º gennaio 1951, nel ruolo di Joe Matson. Trascorse gli anni 1940 e 1950 apparendo in decine di B-movie western per gli studios Monogram e PRC. Cominciò poi a lavorare massivamente per la televisione apparendo in numerosi episodi delle serie televisive più in voga dell'epoca, a cominciare da quelle di genere western. Nel corso degli anni 60 la sua carriera di attore ha rallentato considerevolmente. A partire da questo periodo, Terry ha insegnato recitazione a Los Angeles, ed è stato autore di un testo sull'arte della recitazione. Ha inoltre continuato a recitare in teatro ed ha partecipato a diversi convegni sui film western di serie B.
La sua ultima apparizione sul piccolo schermo avvenne nell'episodio The Wrong Man della serie televisiva Gunsmoke, andato in onda il 29 ottobre 1966, che lo vede nel ruolo di in cocchiere, mentre per il grande schermo l'ultima interpretazione risale al film I selvaggi della prateria del 1962 in cui interpreta Ashley Cartwright.
Morì a Los Angeles, in California, il 1º marzo 1993, per un attacco di cuore.

## Filmografia

### Cinema
- Cyclone on Horseback (1941)
- Law of the Range (1941)
- Mob Town (1941)
- The Bandit Trail (1941)
- Gauchos of El Dorado (1941)
- Dick Tracy vs. Crime Inc. (1941)
- Captain Midnight (1942)
- Batman (1943)
- The Girl from Monterrey (1943)
- California Joe (1943)
- I conquistatori dei sette mari (The Fighting Seabees) (1944)
- Captain America (1944)
- Jam Session (1944)
- Il fabbricante di mostri (The Monster Maker) (1944)
- Charlie Chan in The Chinese Cat (1944)
- Waterfront (1944)
- Mister Winkle va alla guerra (Mr. Winkle Goes to War) (1944)
- U-Boat Prisoner (1944)
- Trail to Gunsight (1944)
- Swing Hostess (1944)
- Trigger Law (1944)
- The Old Texas Trail (1944)
- Schiava del male (Experiment Perilous) (1944)
- The Big Show-Off (1945)
- There Goes Kelly (1945)
- Lo sterminatore (Dillinger) (1945)
- Rustlers' Hideout (1945)
- Sunset in El Dorado (1945)
- L'avventuriera di San Francisco (Allotment Wives) (1945)
- Frontier Feud (1945)
- Black Market Babies (1945)
- Border Bandits (1946)
- Drifting Along (1946)
- The Flying Serpent (1946)
- Moon Over Montana (1946)
- The Haunted Mine (1946)
- Hop Harrigan (1946)
- The Gay Cavalier (1946)
- The Caravan Trail (1946)
- The Gentleman from Texas (1946)
- South of Monterey (1946)
- Trail to Mexico (1946)
- Shadows on the Range (1946)
- L'erede di Robin Hood (Son of the Guardsman) (1946)
- Silver Range (1946)
- Wild West (1946)
- Vacation Days (1947)
- Jack Armstrong (1947)
- Apache Rose (1947)
- The Vigilante: Fighting Hero of the West (1947)
- Pioneer Justice (1947)
- Ghost Town Renegades (1947)
- The Sea Hound (1947)
- Stage to Mesa City (1947)
- Black Hills (1947)
- Trail of the Mounties (1947)
- Check Your Guns (1948)
- Tornado Range (1948)
- Oklahoma Badlands (1948)
- Tex Granger: Midnight Rider of the Plains (1948)
- The Hawk of Powder River (1948)
- The Tioga Kid (1948)
- Superman (1948)
- Dead Man's Gold (1948)
- Smith il taciturno (Whispering Smith) (1948)
- The Valiant Hombre (1948)
- Bruce Gentry (1949)
- West of Laramie (1949)
- Billy il mancino (Son of Billy the Kid) (1949)
- West of El Dorado (1949)
- Western Renegades (1949)
- The Pecos Pistol (1949)
- The Story of Seabiscuit (1949)
- Lawless Code (1949)
- Fence Riders (1950)
- The Daltons' Women (1950)
- Il barone dell'Arizona (The Baron of Arizona) (1950)
- Bill il selvaggio (The Kid from Texas) (1950)
- Pelle di bronzo (Comanche Territory) (1950)
- Colpo di scena a Cactus Creek (Curtain Call at Cactus Creek) (1950)
- Amo luisa disperatamente (Louisa) (1950)
- Atom Man vs. Superman (1950)
- L'aquila del deserto (The Desert Hawk) (1950)
- L'ultimo dei bucanieri (Last of the Buccaneers) (1950)
- Pirates of the High Seas (1950)
- Outlaws of Texas (1950)
- Revenue Agent (1950)
- L'uomo che ingannò se stesso (The Man Who Cheated Himself) (1950)
- Heart of the Rockies (1951)
- L'assedio di Fort Point (The Last Outpost) (1951)
- Silver Canyon (1951)
- Government Agents vs Phantom Legion (1951)
- Gli uomini perdonano (Tomorrow Is Another Day) (1951)
- Mysterious Island (1951)
- Il falco di Bagdad (The Magic Carpet) (1951)
- Alcool (Come Fill the Cup) (1951)
- Valley of Fire (1951)
- Texas Lawmen (1951)
- Captain Video, Master of the Stratosphere (1951)
- Stage to Blue River (1951)
- Texas City (1952)
- Night Raiders, regia di Howard Bretherton (1952)
- 5.000 dollari per El Gringo (Waco) (1952)
- The Gunman (1952)
- Eroi di mille leggende (Thief of Damascus) (1952)
- Bronco Buster (1952)
- I fuorilegge del Kansas (Kansas Territory) (1952)
- Dead Man's Trail (1952)
- Blackhawk: Fearless Champion of Freedom (1952)
- Barbed Wire (1952)
- Montana Incident (1952)
- Fargo - La valle dei desperados (Fargo) (1952)
- The Maverick (1952)
- Winning of the West (1953)
- La meticcia di Sacramento (The Man Behind the Gun) (1953)
- La legione del sahara (Desert Legion) (1953)
- Napoletani a Bagdad (Siren of Bagdad) (1953)
- Lo straniero ha sempre una pistola (The Stranger Wore a Gun) (1953)
- The Great Adventures of Captain Kidd (1953)
- Non sparare baciami! (Calamity Jane) (1953)
- Adventures of the Texas Kid: Border Ambush (1954)
- Gunfighters of the Northwest (1954)
- Terra lontana (The Far Country) (1954)
- Alba di fuoco (Dawn at Socorro) (1954)
- Riding with Buffalo Bill (1954)
- La banda dei dieci (Ten Wanted Men) (1955)
- Adventures of Captain Africa, Mighty Jungle Avenger! (1955)
- King of the Carnival (1955)
- Casa da gioco (One Desire) (1955)
- Banditi atomici (Creature with the Atom Brain) (1955)
- I pionieri dell'Alaska (The Spoilers) (1955)
- Perils of the Wilderness (1956)
- Crashing Las Vegas (1956)
- L'ovest selvaggio (A Day of Fury) (1956)
- Sindacato del porto (Rumble on the Docks) (1956)
- Sì signor generale! (Top Secret Affair) (1957)
- Il pistolero dell'Utah (Utah Blaine) (1957)
- Ragazze senza nome (Untamed Youth) (1957)
- The Night the World Exploded (1957)
- Furia selvaggia (The Left Handed Gun) (1958)
- La statua che urla (Screaming Mimi) (1958)
- Il cavaliere solitario (Buchanan Rides Alone) (1958)
- Pistole calde a Tucson (Gunsmoke in Tucson) (1958)
- Fermati cow boy! (Cast a Long Shadow) (1959)
- Sono un agente FBI (The FBI Story) (1959)
- Ada Dallas (Ada) (1961)
- I selvaggi della prateria (The Wild Westerners) (1962)

### Televisione
- Le inchieste di Boston Blackie (Boston Blackie) – serie TV, 2 episodi (1951)
- Gang Busters – serie TV, un episodio (1952)
- Biff Baker, U.S.A. – serie TV, un episodio (1952)
- Le avventure di Rex Rider (The Range Rider) – serie TV, 4 episodi (1951-1953)
- Ramar of the Jungle – serie TV, un episodio (1953)
- Letter to Loretta – serie TV, un episodio (1953)
- Hopalong Cassidy – serie TV, un episodio (1954)
- I Led 3 Lives – serie TV, un episodio (1954)
- Death Valley Days – serie TV, un episodio (1954)
- Topper – serie TV, episodio 1x32 (1954)
- Adventures of Falcon – serie TV, episodio 1x02 (1954)
- The Adventures of Kit Carson – serie TV, 9 episodi (1952-1955)
- Le avventure di Jet Jackson (Captain Midnight) – serie TV, episodio 1x23 (1955)
- Stories of the Century – serie TV, un episodio (1955)
- Studio 57 – serie TV, un episodio (1955)
- Penna di Falco, capo cheyenne (Brave Eagle) – serie TV, episodio 1x04 (1955)
- Jane Wyman Presents The Fireside Theatre – serie TV, un episodio (1955)
- Le avventure di Gene Autry (The Gene Autry Show) – serie TV, 12 episodi (1951-1955)
- Crossroads – serie TV, episodi 1x08 (1955)
- Le avventure di Campione (The Adventures of Champion) – serie TV, episodi 1x12-1x16 (1955-1956)
- Cisco Kid (The Cisco Kid) – serie TV, 8 episodi (1951-1956)
- Screen Directors Playhouse – serie TV, un episodio (1956)
- Schlitz Playhouse of Stars – serie TV, un episodio (1956)
- Buffalo Bill, Jr. – serie TV, 3 episodi (1955-1956)
- Frida (My Friend Flicka) – serie TV, episodio 1x39 (1956)
- Wild Bill Hickok (Adventures of Wild Bill Hickok) – serie TV, 7 episodi (1951-1956)
- The Man Called X – serie TV, un episodio (1956)
- Annie Oakley – serie TV, 6 episodi (1954-1956)
- Il cavaliere solitario (The Lone Ranger) – serie TV, 8 episodi (1953-1956)
- Scienza e fantasia (Science Fiction Theatre) – serie TV, episodio 2x35 (1957)
- I racconti del West (Zane Grey Theater) – serie TV, un episodio (1957)
- The Roy Rogers Show – serie TV, 11 episodi (1951-1957)
- Corky, il ragazzo del circo (Circus Boy) – serie TV, episodio 1x21 (1957)
- Adventures of Superman – serie TV, 2 episodi (1953-1957)
- Le avventure di Rin Tin Tin (The Adventures of Rin Tin Tin) – serie TV, 3 episodi (1955-1957)
- Meet McGraw – serie TV, un episodio (1957)
- La pattuglia della strada (Highway Patrol) – serie TV, 20 episodi (1955-1957)
- The Restless Gun – serie TV, episodio 1x15 (1957)
- Sky King – serie TV, un episodio (1958)
- Broken Arrow – serie TV, 2 episodi (1956-1958)
- Il sergente Preston (Sergeant Preston of the Yukon) – serie TV, 5 episodi (1955-1958)
- Carovane verso il west (Wagon Train) – serie TV, un episodio (1958)
- Flight – serie TV, episodio 1x17 (1958)
- Disneyland – serie TV, un episodio (1958)
- Bronco – serie TV, un episodio (1958)
- 26 Men – serie TV, episodi 2x10-2x18 (1958-1959)
- Northwest Passage – serie TV, un episodio (1959)
- State Trooper – serie TV, un episodio (1959)
- Richard Diamond, Private Detective – serie TV, un episodio (1959)
- The Texan – serie TV, episodio 1x35 (1959)
- Il tenente Ballinger (M Squad) – serie TV, un episodio (1959)
- Man Without a Gun – serie TV, un episodio (1959)
- Lawman – serie TV, un episodio (1959)
- Tombstone Territory – serie TV, un episodio (1959)
- Johnny Staccato – serie TV, episodio 1x14 (1959)
- Pony Express – serie TV, episodio 1x06 (1960)
- Bat Masterson – serie TV, 2 episodi (1959-1960)
- Overland Trail – serie TV, un episodio (1960)
- Maverick – serie TV, 3 episodi (1957-1960)
- Peter Gunn – serie TV, episodio 2x22 (1960)
- Ricercato vivo o morto (Wanted: Dead or Alive) – serie TV, episodi 1x07-2x27 (1958-1960)
- Colt.45 – serie TV, un episodio (1960)
- Avventure lungo il fiume (Riverboat) – serie TV, un episodio (1960)
- Tales of Wells Fargo – serie TV, 4 episodi (1957-1960)
- The Deputy – serie TV, 2 episodi (1960)
- Gunslinger – serie TV, episodio 1x04 (1961)
- Sugarfoot – serie TV, 5 episodi (1957-1961)
- Gli uomini della prateria (Rawhide) – serie TV, un episodio (1961)
- Laramie – serie TV, 3 episodi (1959-1961)
- Le leggendarie imprese di Wyatt Earp (The Life and Legend of Wyatt Earp) – serie TV, 7 episodi (1956-1961)
- Cheyenne – serie TV, 6 episodi (1956-1962)
- La legge del Far West (Temple Houston) – serie TV, un episodio (1963)
- Sotto accusa (Arrest and Trial) – serie TV, episodio 1x10 (1963)
- Il virginiano (The Virginian) – serie TV, 2 episodi (1964)
- Gunsmoke – serie TV, episodio 12x07 (1966)